# Decondicionamiento
La palabra decondicionamiento es un neologismo introducido en el castellano a través de las traducciones de autores franceses como Jacques Lacan, Jacques Derridá y Jean Baudrillard. Hasta el momento ni esta forma ni la más castellanizada descondicionamiento han sido aceptadas por la Real Academia Española. 
El decondicionamiento es un proceso de rechazo y desaprendizaje deliberado de los gustos y creencias que uno ha ido tomando de la cultura a la que pertenece. En particular, su significado se opone al de "condicionamiento", en el sentido en que se popularizara en psicología a través del experimento del perro de Pavlov, o en la literatura mediante la novela Un mundo feliz de Aldous Huxley.
Aunque es un término común en corrientes filosóficas como el postestructuralismo y el posmodernismo y se utiliza también para describir doctrinas místico-filosóficas (chamanismo, hermética, budismo, discordianismo), el concepto ocupa un lugar central en la corriente contracultural Magia del Caos, desarrollada hacia 1980. Para situarla es preciso tener en cuenta la evolución de la contracultura británica y estadounidense a partir la ruptura cultural del entorno hippie, alrededor de personajes como Timothy Leary, Genesis P. Orridge, Phil Hine, Grant Morrison o Douglas Rushkoff, entre otros.
Las pretensiones del decondicionamiento abarcan lo social y cultural: se afirma que toda persona ha sido educada en un determinado contexto, en una realidad consensuada que inevitablemente limita la libertad personal, de modo que los individuos carecen de verdadera capacidad de elección (excepto dentro del marco que su propia cultura les ha proporcionado).
En palabras del grupo cultural Laibach:

El Este (Europa Oriental) colapsó porque creyó ciegamente en la definición utópica occidental de la libertad del individuo. Occidente sólo sobrevive porque astutamente estableció un sistema que insiste en que la gente es libre. Es decir, bajo la democracia la gente cree que está actuando de acuerdo con su voluntad y deseos propios.
Laibach

## Enlaces relacionados
- (Desinformación, en inglés).
- Decondicionamiento.org (en castellano).
- ChaosMagic.com (Magia del Caos).
- Zona de Caos Sitio dedicado exclusivamente a la Magia del Caos en castellano, con la más amplia información sobre magia y por ende decondicionamiento en nuestro idioma
- La Espiral Fractal colectivo decondicionado, autogestinado, misantropológico nihilista y de pensamiento tangencial

- Datos: Q5249582